# Stelis atrobrunnea
Stelis atrobrunnea är en orkidéart som beskrevs av Rudolf Schlechter. Stelis atrobrunnea ingår i släktet Stelis och familjen orkidéer. Inga underarter finns listade i Catalogue of Life.